# Буркхард III фон Кверфурт
Буркхард III фон Кверфурт (на немски: Burchard III von Querfurt; † между 3 юли и 4 декември 1273/1279) от фамилията на графовете на Кверфурт от род Мансфелд е бургграф на Кверфурт и граф на Мансфелд.

## Произход
Той е син на Буркхард II (VI) фон Кверфурт, бургграф на Магдебург, граф на Мансфелд-Шрапелау († сл. 1254/1258) и съпругата му бургграфиня София фон Мансфелд († 1233). Внук е на Гебхард IV фон Кверфурт († сл. 1213/1216), бургграф на Магдебург и втората му съпруга графиня Луитгард фон Насау († пр. 1222).
Брат му Зигфрид II фон Кверфурт е епископ на Хилдесхайм (1279 – 1310).

## Фамилия
Буркхард III фон Кверфурт се жени за София фон Мансфелд, наследничка на Мансфелд, дещеря на граф Бурхард фон Мансфелд. Те имат децата:
- Бурхард III фон Мансфелд (* 1255; † 1273), женен I. за Елизабет (Мехтилд) фон Шварцбург, II. пр. 1229 г. за Ермгард, III. за Ода фон Регенщайн († сл. 1 декември 1274)
- Бурхард I фон Шрапелау († 1274/1303)
- Мехтилд фон Кверфурт (* 1235; † сл. 1289), омъжена за граф Албрехт II фон Арнщайн († 1279)